# Gîte de Bélouve
Le gîte de Bélouve est un refuge de montagne de l'île de La Réunion, département et région d'outre-mer français dans le sud-ouest de l'océan Indien. Situé  à 1 505 mètres dans la forêt de Bélouve, en surplomb du cirque naturel de Salazie, il relève du territoire de la commune du même nom et du cœur du parc national de La Réunion. D'une capacité de 32 lits, il accueille surtout des randonneurs, étant desservi par plusieurs sentiers, en particulier le GR R1, un sentier de grande randonnée. Terminus de la route forestière de Bébour-Bélouve, il est voisin d'un musée du tamarin des Hauts, le musée du Tamarin.

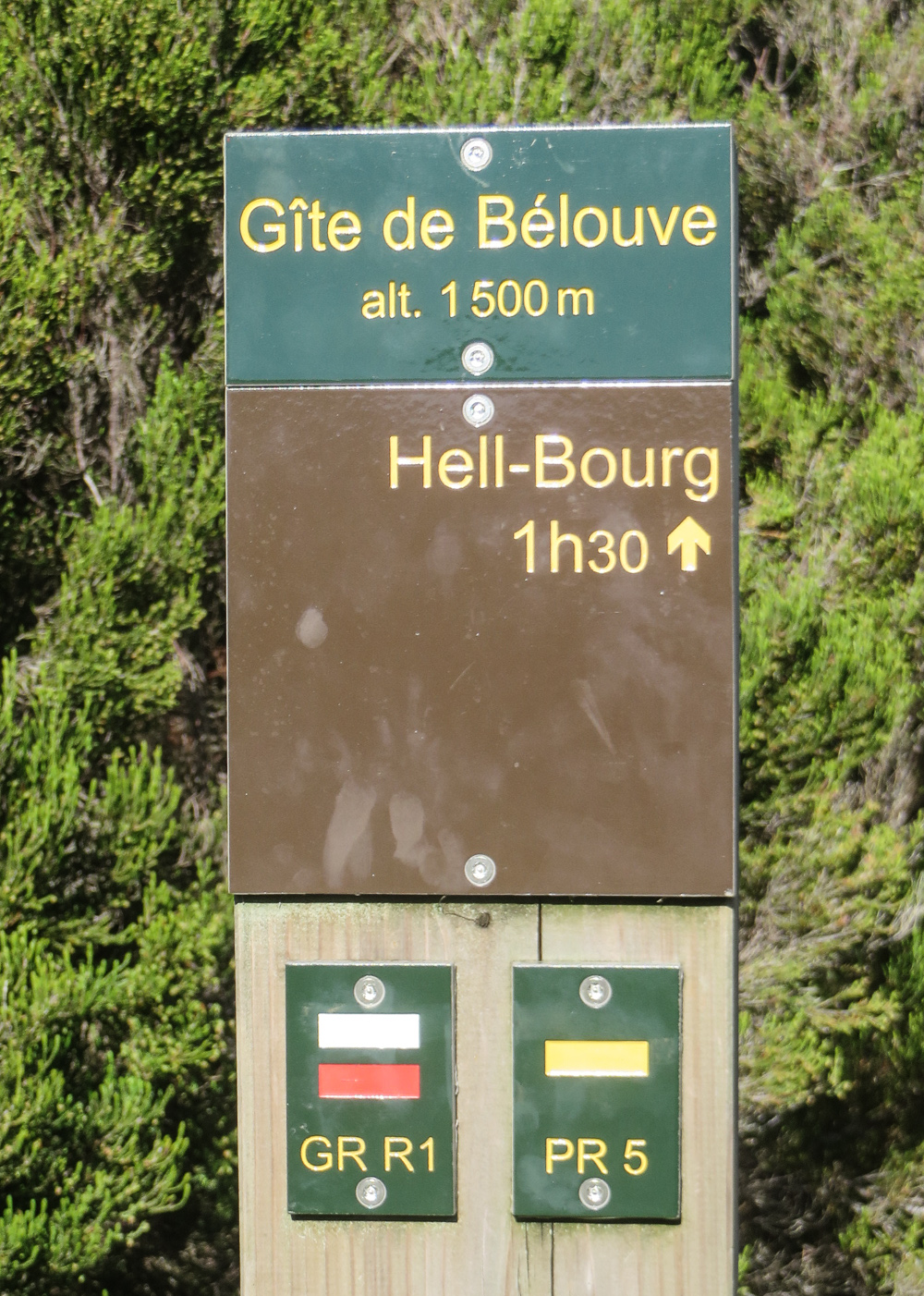
Indications.